# Jacopo Mosca
Jacopo Mosca (Savigliano, Província de Cuneo, 29 d'agost de 1993) és un ciclista italià, professional des del 2017, actualment a l'equip Lidl-Trek. En el seu palmarès destaca la general al Tour de Hainan de 2017.

## Palmarès
- 2016
  - 1r al Circuit Castelnovese
- 2017
  - 1r al Tour de Hainan i vencedor d'una etapa
- 2018
  - Vencedor d'una etapa a la Volta a la Xina I

### Resultats al Giro d'Itàlia
- 2018. 98è de la classificació general
- 2020. 31è de la classificació general
- 2021. 52è de la classificació general
- 2022. 103è de la classificació general

### Resultats a la Volta a Espanya
- 2019. 85è de la classificació general
- 2023. 92è de la classificació general